# Sistema Estatal de Áreas para la Conservación
Sistema Estatal de Áreas para la Conservación del Patrimonio Natural (Michoacán)

En el marco ambiental cabe destacar que Michoacán es una entidad que posee un enorme patrimonio tanto natural como cultural, el cual puede constituir, a través de su aprovechamiento racional y sostenido, un importante factor de desarrollo socioeconómico a los niveles local, regional y nacional. 
Las Áreas para la Conservación del Patrimonio Natural, representan en la actualidad uno de los instrumentos más eficaces para la conservación in situ de la riqueza natural (especies, ecosistemas y servicios ambientales). 
El Estado cuenta con el Sistema Estatal de Áreas para la Conservación, el cual está conformado por 50 Áreas de Conservación y comprende:
- 31 Áreas Naturales Protegidas;

- 8 Zonas de Protección y/o Restauración Ambiental; y,

- 11 Áreas Voluntarias para la Conservación.

Cubriendo un total de 67,498.081 hectáreas, lo cual, equivale al 1.2% del territorio estatal, además, es importante señalar que 41 municipios del estado de Michoacán cuentan con al menos un Área de Conservación.
Además, en el Estado existen 9 Sitios Ramsar con una superficie de 117,055 hectáreas.De igual forma, existen 11 Áreas Naturales Protegidas Federales con una superficie de 356,943.13 hectáreas. 
En total, 7.20% del territorio estatal se encuentra bajo algún esquema de conservación.
El Sistema Estatal muestra una representatividad de todos los ecosistemas presentes en el Estado, lo que demuestra un avance importante en materia de conservación y manejo sustentable de los recursos naturales en Michoacán, debido a su propósito de proteger y conservar áreas en condiciones originales o con bajo grado de perturbación para mantener los procesos ecológicos y evolutivos esenciales y los sistemas que sustentan la vida de plantas y animales; así como el conservar los rasgos culturales y procesos de desarrollo comunitario que permitan mantener el equilibrio dinámico de los sistemas naturales a largo plazo, les otorga la protección jurídica y operativa a ecosistemas y especies de vida silvestre que se encontraban amenazados, entre otras razones, por el crecimiento demográfico, la ampliación de la frontera agropecuaria y por la sobreexplotación del patrimonio natural.
De igual forma,  Michoacán cuenta con un marco institucional y legal propicio para responder a las amplias expectativas y los fuertes compromisos que, por el hecho de poseer una amplia biodiversidad, una vasta diversidad cultural y una pluralidad ideológica, dan a la entidad un lugar destacado a nivel nacional e internacional. Esta actividad está regulada por las disposiciones de la Ley Ambiental para el Desarrollo Sustentable del Estado de Michoacán de Ocampo (LADSEMO, 2013). Es competencia de la Secretaría de Medio Ambiente, Cambio Climático y Desarrollo Territorial del Gobierno del Estado de Michoacán, la creación, vigilancia y administración de las Áreas Naturales Protegidas (ANP´s); Zonas de Protección y/o Restauración Ambiental (ZPRA); y, Áreas Voluntarias para la Conservación (AVC).

Áreas de Conservación, Michoacán 2017

El establecimiento de Áreas de Conservación de en el territorio estatal tienen como finalidad:
1. Preservar los ambientes naturales representativos de las diferentes regiones biogeográficas y ecológicas del Estado y garantizar los procesos evolutivos-ecológicos, mantener y mejorar los bienes y servicios ambientales que proporcionan;
2. Salvaguardar la diversidad genética de las especies silvestres, así como asegurar la preservación y conservación de la diversidad biológica;
3. Asegurar el aprovechamiento sustentable de los ecosistemas y sus elementos;
4. Promover la investigación científica, el estudio y monitoreo de los ecosistemas, especies y sus poblaciones, así como la promoción y fomento de la cultura ambiental;
5. Promover, rescatar y divulgar los conocimientos, prácticas y tecnologías tradicionales que permitan la preservación y el aprovechamiento sustentable de la diversidad biológica del territorio estatal;
6. Fortalecer la organización y mejorar las capacidades productivas y de gestión de las comunidades rurales responsables del resguardo de su territorio;
7. Proteger los entornos naturales de zonas, monumentos y vestigios arqueológicos e históricos, así como de las zonas turísticas, y otras áreas de importancia para la recreación, la cultura e identidad estatal;
8. Dotar a la población de áreas para su esparcimiento, a fin de contribuir a formar conciencia ambiental sobre el valor e importancia de los recursos naturales del Estado;
9. Fomentar la protección del paisaje, los ecosistemas y los diferentes hábitats de las especies;
10. La restauración de los hábitats, especialmente los más representativos y aquellos que se encuentran sujetos a procesos avanzados de deterioro o degradación; y,
11. Desarrollar programas de Educación Ambiental para la sustentabilidad en las Áreas de Conservación.

Michoacán cuenta con un marco institucional y legal propicio para responder a las amplias expectativas y los fuertes compromisos, ya que sostiene en sus territorios, un patrimonio biocultural destacado a nivel nacional e internacional por su elevado número de especies, riqueza de endemismos y ecosistemas. Fortalecer el Sistema Estatal de Áreas de Conservación del Patrimonio Natural en Michoacán,  también contribuye a cumplir las metas establecidas en el Plan Nacional de Desarrollo 2013-2018, Plan de Desarrollo Integral del Estado de Michoacán 2015-2021, mismos que hacen sinergia con los Objetivos del Desarrollo Sustentable (ODS)y el Plan Estratégico 2011-2020 para el Convenio de la Diversidad Biológica (CDB) y sus Metas Aichi.
- Datos: Q48796230